# Загреб (гандбольный клуб)
«За́греб» (хорв. Rukometni Klub Zagreb) — хорватский профессиональный гандбольный клуб из одноимённого города. Сильнейший клуб Хорватии и один из сильнейших клубов мира в 1990-х годах.

## История
Команда по гандболу в Загребе появилась в 1922 году. Вплоть до 60-х в клубе развивали гандбол 11×11. После Второй мировой войны «Загреб» неоднократно становился чемпионом Югославии (11×11). Но после того как в 1965 году клуб выиграл чемпионство наступило падение в результатах. Следующего титула клубу пришлось ждать 24 года. После распада Югославии у команды появились новые спонсоры и сходу стала одним из лучших клубов того времени. Всего в течение 7 лет клуб 6 раз играл в финалах Лиги чемпионов, два из которых принесли главный кубок. В 21 веке команда перестала представлять собой грозную силу, но она до сих пор является бессменным чемпионом Хорватии.

## Прежние названия
- 1922—1992: «Загреб»
- 1992—1995: «Бадель»
- 1996: «Банка Кроация»
- 1997—2001: «Бадель»
- 2001—2006: «Бадель-1862 Загреб»
- 2007—2009: «Загреб»
- 2009—н. в.: «Кроация Осигуранье Загреб»

## Достижения
- Лига чемпионов ЕГФ (2 раза): победитель (1992, 1993), финалист (1995, 1997, 1998, 1999)
- Кубок обладателей Кубков ЕГФ: финалист (2005)
- SEHA-Лига (1 раз): 2013
- Чемпион Хорватии (32 раз): 1992—2024
- Кубок Хорватии (30 раз): 1991—2000, 2003—2024
- Чемпион Югославии: 1948, 1949, 1954, 1956, 1957, 1962, 1963, 1965, 1989
- Кубок Югославии: 1962

## Известные игроки
- Патрик Чавар
- Славко Голужа
- Горан Перковац
- Илия Брозович